# Воинский морской приказ
Воинский морской приказ — центральный орган управления флотом в 1698—1712 гг.. Образован указом Петра I от 11 декабря 1698 г. Другие названия, сохранившиеся в документах и историографии: Военно-морской приказ, Приказ военного флота, Приказ воинских морских дел, Приказ воинского морского флота. Ведал плаваниями и боевыми действиями, строевыми чинами из иностранцев. Некоторые вопросы работы пересекались с компетенциями Адмиралтейского приказа. Ввиду этого указом Петра I от 22 февраля 1707 г. присоединен к нему как составная часть со своим традиционным названием. Окончательно упразднен в 1712 г. с передачей функций Военной канцелярии морского флота.